# Beata Vergine Maria del Monte Carmelo a Mostacciano (titre cardinalice)
Le titre cardinalice de Beata Vergine Maria del Monte Carmelo a Mostacciano (Notre-Dame du Mont Carmel à Mostacciano) est érigé par le pape Jean-Paul II le 28 juin 1988 et rattaché à l'église romaine Santa Maria del Carmelo (it), confiée à l'ordre du Carmel et située dans la zone de Torrino au sud de Rome.

## Titulaires
- John Baptist Wu Cheng-chung (1988-2002)
- Anthony Olubunmi Okogie (2003-)